# Сен-Леже (Приморские Альпы)
Сен-Леже́ (фр. Saint-Léger) — коммуна на юго-востоке Франции в регионе Прованс — Альпы — Лазурный берег, департамент Приморские Альпы, округ Ницца, кантон Ванс. До марта 2015 года коммуна административно входила в состав упразднённого кантона Пюже-Тенье (округ Ницца).
Площадь коммуны — 4,61 км², население — 69 человек (2006) с тенденцией к стабилизации: 69 человек (2012), плотность населения — 15,0 чел/км².

## Население
Население коммуны в 2011 году составляло — 68 человек, а в 2012 году — 69 человек.
| 1962 | 1968 | 1975 | 1982 | 1990 | 1999 | 2006 | 2007 | 2011 | 2012 |
| ---- | ---- | ---- | ---- | ---- | ---- | ---- | ---- | ---- | ---- |
| 62   | 44   | 23   | 40   | 54   | 65   | 69   | 69   | 68   | 69   |

Динамика численности населения:

## Экономика
В 2010 году из 25 человек трудоспособного возраста (от 15 до 64 лет) 13 были экономически активными, 12 — неактивными (показатель активности 52,0 %, в 1999 году — 44,4 %). Из 13 активных трудоспособных жителей работали 10 человек (6 мужчин и 4 женщины), 3 числились безработными (1 мужчина и 2 женщины). Среди 12 трудоспособных неактивных граждан учеников либо студентов не было, 7 — были пенсионерами, а ещё 5 — были неактивны в силу других причин.